# Zygogynum pancheri
Zygogynum pancheri är en tvåhjärtbladig växtart. Zygogynum pancheri ingår i släktet Zygogynum och familjen Winteraceae.

## Underarter
Arten delas in i följande underarter:
- Z. p. arrhantum
- Z. p. deplanchei
- Z. p. elegans
- Z. p. pancheri
- Z. p. rivulare